# Paterno (console 269)
Paterno (latino: Paternus; fl. 269) fu console del 269 assieme all'imperatore Claudio il Gotico.